# 星島郁洋
星島郁洋（ほしじま　いくひろ、1976年9月12日 - ）は、岡山県出身の元官僚。元Bリーグ・香川ファイブアローズ代表取締役社長兼GM。

## 来歴
京都大学法学部を卒業後の2001年4月、経済産業省に入省。
2005年8月よりアメリカ合衆国カリフォルニア州に留学。
2007年5月から中小企業庁金融課課長補佐。
2010年4月、初めてbjリーグ公式戦を観戦し経営に興味を持つ。
2010年7月、経済産業省を退職し、高松ファイブアローズ代表取締役社長兼GMに就任。2016-17シーズンをもって退任後、マッキンゼー・アンド・カンパニーを経て、現在は経営コンサルティング会社勤務。